# أرنولد سوليفان
أرنولد سوليفان (30 أغسطس 1878 في المملكة المتحدة - 27 يونيو 1943 في المملكة المتحدة) (بالإنجليزية: Arnold Sullivan)‏ هو لاعب كريكت بريطاني (وحمل سابقاً جنسية المملكة المتحدة لبريطانيا العظمى وأيرلندا). لعب مع نادي مقاطعة ساسكس للكركيت ‏ ونادي جامعة كامبريدج للكريكيت ‏.

## وصلات خارجية
- أرنولد سوليفان على موقع إي آس بي آن كريك إنفو (الإنجليزية)